# Scutellinia umbrorum
Scutellinia umbrorum är en svampart som först beskrevs av Elias Fries, och fick sitt nu gällande namn av Lambotte 1887. Scutellinia umbrorum ingår i släktet Scutellinia och familjen Pyronemataceae.  Arten är reproducerande i Sverige. Inga underarter finns listade i Catalogue of Life.

## Bildgalleri

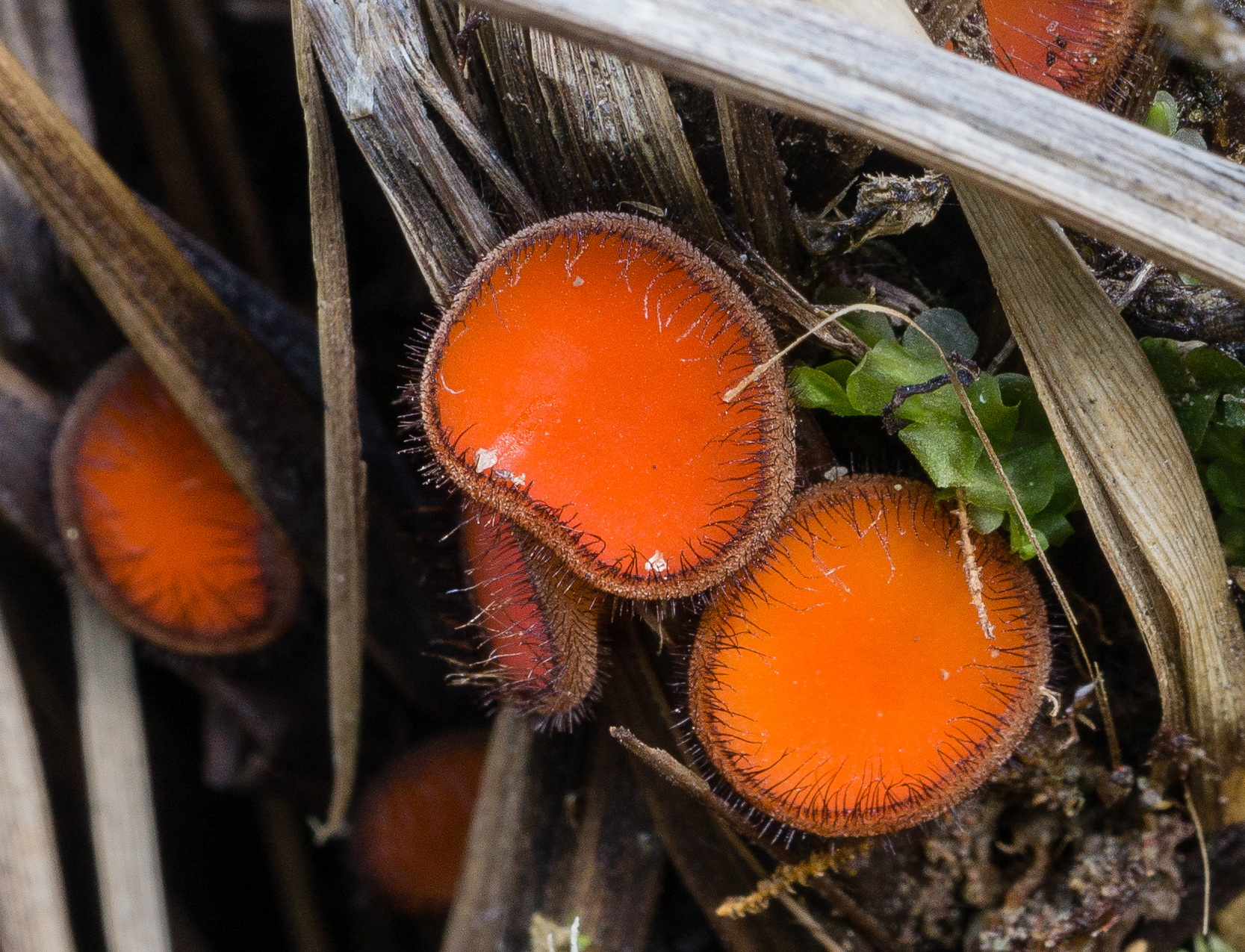